# Министарско суђење
Министарско суђење, званично САД против Ернста фон Вајзекера и др. (енгл. The United States of America vs. Ernst von We-izsäcker, et al; 6. јануар 1948 — 11. април 1949) било је суђење против 21 званичника различитих министарстава Трећег рајха који су на различите начине допринели остваривању нацистичких злочина у Немачкој и иностранству. Оптужница је укључивала бројне ратни ратне злочине, злочине против човечности и злочине против мира, као и чланство у криминалним организацијама, СС-у и врху НСДАП-а.
Суђење је водио Војни трибунал IV - судије Чарлс Сирс, Вилијем Кристијансон и Френк Ричман, Ричард Диксон, као замена.
Двоје оптужених је ослобођено, остали су осуђени и то на затворске казне у распону од 3 до 25 година.